# Grønlandsministeriet
Das Grønlandsministeriet oder Ministeriet for Grønland (dänisch für Grönlandministerium und Ministerium für Grönland) war ein von 1955 bis 1987 bestehendes dänisches Ministerium für grönländische Angelegenheiten.

## Geschichte
Bis 1950 oblag die Verwaltung Grönlands Grønlands Styrelse. Mit der Reform von 1950 wurde das Organ abgeschafft und am 1. Juni 1950 durch das Grønlandsdepartement ersetzt, das unterhalb des Staatsministeriums angesiedelt war, allerdings wurde Den Kongelige Grønlandske Handel ausgegliedert, sodass dessen Leitung fortan nicht mehr der Verwaltung unterstand. Der bisherige Direktor Eske Brun wurde Departementschef.
Vermutlich wegen der Bedeutung und Menge der Aufgaben wurde das Departement am 30. August 1955 in ein eigenes Ministerium umgewandelt und der bisherige Innen- und Wohnungsminister Johannes Kjærbøl zum Grönlandminister und Wohnungsminister ernannt. Der dritte Grönlandminister Mikael Gam hatte seit 1925 in Grönland im Schulwesen gearbeitet und war von 1950 bis zu seiner Ernennung zum Minister grönländischer Schuldirektor, also oberster Leiter des grönländischen Schulwesens, gewesen. Er wurde als grönländischer Abgeordneter ins Folketing gewählt. Knud Hertling, der von 1971 bis 1973 im Amt war, war ebenfalls grönländischer Folketingsabgeordneter und zudem der einzige Grönländer, der je in Dänemark einen Ministerposten besetzte. Die letzte Grönlandministerin, Mimi Jakobsen, besetzte diesen Posten nur für neun Tage und ist damit die Ministerin mit der kürzesten Amtszeit in der dänischen Geschichte, auch wenn sie darauf weitere Ministerressorts übertragen bekam. Das Ministerium wurde wegen der bereits 1979 eingeführten Hjemmestyre am 10. September 1987 aufgelöst und die übrigen Bereiche, die noch nicht an die grönländische Regierung übergegangen waren, wurden wieder dem Staatsministerium unterstellt.

## Grönlandminister
| Antritt            | Abgang             | Name                     | Lebensdaten | Partei               | Regierung                                                               |
| ------------------ | ------------------ | ------------------------ | ----------- | -------------------- | ----------------------------------------------------------------------- |
| 30. August 1955    | 28. Mai 1957       | Johannes Kjærbøl         | 1885–1973   | Socialdemokraterne   | Regierung Hansen I                                                      |
| 28. Mai 1957       | 18. November 1960  | Kai Lindberg             | 1899–1985   | Socialdemokraterne   | Regierung Hansen II, Regierung Kampmann I                               |
| 18. November 1960  | 26. September 1964 | Mikael Gam               | 1901–1982   | parteilos            | Regierung Kampmann II, Regierung Krag I                                 |
| 26. September 1964 | 2. Februar 1968    | Carl Peter Jensen        | 1906–1987   | Socialdemokraterne   | Regierung Krag II                                                       |
| 2. Februar 1968    | 11. Oktober 1971   | Arnold Christian Normann | 1904–1978   | Radikale Venstre     | Regierung Baunsgaard                                                    |
| 11. Oktober 1971   | 19. Dezember 1973  | Knud Hertling            | 1925–2010   | Siumut               | Regierung Jørgensen I                                                   |
| 19. Dezember 1973  | 13. Februar 1975   | Holger Hansen            | 1929–2015   | Venstre              | Regierung Hartling                                                      |
| 13. Februar 1975   | 20. Januar 1981    | Jørgen Peder Hansen      | 1923–1994   | Socialdemokraterne   | Regierung Jørgensen II, Regierung Jørgensen III, Regierung Jørgensen IV |
| 20. Januar 1981    | 10. September 1982 | Tove Lindbo Larsen       | 1928–2018   | Socialdemokraterne   | Regierung Jørgensen IV, Regierung Jørgensen V                           |
| 10. September 1982 | 1. September 1987  | Tom Høyem                | * 1941      | Centrum-Demokraterne | Regierung Schlüter I                                                    |
| 1. September 1987  | 10. September 1987 | Mimi Jakobsen            | * 1948      | Centrum-Demokraterne | Regierung Schlüter I, Regierung Schlüter II                             |